# Хамаитли
Хамаитли (цез. НахIуралъ) — село в Цунтинском районе Республики Дагестан. Входит в состав муниципального образования Тляцудинский сельсовет.

## География
Расположено на реке Хамаитли (бассейн р. Метлуда), в 4,5 км к востоку от центра сельского поселения — села Тляцуда и в 12 км к северу от районного центра — села Цунта.

## Население
| 1869 | 1888 | 1895 | 1926 | 1939 | 1970 | 1989 |
| ---- | ---- | ---- | ---- | ---- | ---- | ---- |
| 54   | ↗133 | ↗148 | ↘87  | ↗211 | ↗235 | ↗312 |
| 2002 | 2010 | 2021 |      |      |      |      |
| ↘44  | ↘23  | ↗43  |      |      |      |      |

По данным Всероссийской переписи населения 2010 года — моноэтническое дидойское село.